# حرائق غابات واشنطن 2020
حرائق غابات واشنطن 2020 بدأ رسميًا في مارس 2020. كان الموسم جزءًا من حرائق الغابات في غرب الولايات المتحدة لعام 2020. بحلول سبتمبر اشتعلت حرائق الغابات في أكثر من 713.000 فدان، وفقد 181 منزلاً، وحدثت حالة وفاة واحدة نتيجة لذلك. شهد موسم الحرائق 2020 حرائق فردية أكثر من أي عام مسجل آخر.

## التنبؤات والتحضير
استنادًا إلى العوامل البيئية وظروف الغابات، كان من المتوقع أن تكون حرائق الغابات في واشنطن - أوريغون هي الأسوأ في الولايات المتحدة خلال عام 2020.
كان من المتوقع أن تكون مكافحة الحرائق معقدة بسبب نقص الموظفين والموارد، ونقص التدريب بسبب جائحة كوفيد 19 في واشنطن. بحلول منتصف شهر مايو ثبتت إصابة أحد رجال الإطفاء بوزارة الموارد الطبيعية بولاية واشنطن بفيروس كورونا الجديد ولم يكن المسؤولون متأكدين من كيفية نقل أطقم العمل عبر حدود الحجر الصحي إلى واشنطن. قال الخبراء إن هناك أثرًا آخر قد يتمثل في تقليص خطط مكافحة الحرائق وترك العديد من حرائق عام 2020 مشتعلة.
بدأ تدريب قسم الموارد الطبيعية في 19 يونيو خارج هاميلتون واشنطن في مقاطعة سكاجيت. تم إلغاء التدريب المشترك بين الوكالات في واشنطن والذي يتضمن عادةً وكالات مكافحة الحرائق الفيدرالية والولائية والمحلية بسبب مخاوف كوفيد.